# 正面論
正面論（Off theory）是板球运动的一种投球战略。“面向论”一词有些陈旧，已经很少再用，但其基本概念在现代板球中仍然占有一定地位。
面向论是指集中火力向面向区（off side）门柱稍稍靠外的方向投球进攻。这个区域被称为“不确定走廊”，因为除非击球手明确知晓其面向区门柱的确切位置，他必须击打任何投入此区域的球。（不这样做将冒球击中门柱的风险，这样的话击球手不仅有可能出局而且会显得他十分愚蠢。）这种进攻方式需要几个位于面向区三柱门后接杀封锁线位置的外野手提供支持。其主要目的是诱使击球手远离身体击球，而这将导致如下击球手出局方式：
- 球板外侧侧击，球被外野手接杀。
- 球板内侧侧击，球最后击中三柱门而被击杀。
- 从护胫和球板之间将球漏过被击杀（“穿门”击杀）

最初在19世纪晚期，面向论是作为将击球手击杀或腿截球出局而直接投向三柱门的投球方法之外的另类方式而得到逐步发展，它导致slips和gully等防守位置的重要性显著提高。这项策略在现代仍在发展，如今的快速投球手习惯攻击的球路与19世纪经典投球线路相比，会稍稍靠向门柱外侧的面向区。
虽然面向论一词已经很少使用，但此方法早已成为板球最普遍的攻击投球策略。因此面向论发展出相当多变化，在经验丰富的投球手应用之下，成为吸引众多板球爱好者的投球手与击球手之间精彩的相互战术过招。